# Podpora (Walentynów)
Podpora – część wsi Walentynów w Polsce, położona w województwie mazowieckim, w powiecie lipskim, w gminie Lipsko.
W latach 1975–1998 Podpora administracyjnie należała do województwa radomskiego.